# پل ساموئلسون
پل آنتونی ساموئلسون (به انگلیسی: Paul Anthony Samuelson) (زاده ۱۵ مه ۱۹۱۵ – درگذشته ۱۳ دسامبر ۲۰۰۹) اقتصاددان اهل ایالات متحده آمریکا و نخستین آمریکایی برنده نوبل اقتصاد (۱۹۷۰) بود.
کتاب علم اقتصاد وی پراستفاده‌ترین کتاب درسی دانشگاهی در تاریخ جهان بوده‌است. اول بار در ۱۹۴۸ منتشر شد، به ۲۲ زبان ترجمه شد، وفروش بیش از ۵۰۰۰۰ نسخه از آن دریک سال، نویسنده‌اش را ثروتمندترین اقتصاددان پس از ریکاردو کرد. ساموئلسون، عموی لارنس سامرز، اقتصاددانان مشهور جریان اصلی بود و برندگان نوبلی همچون رابرت سولو، پل کروگمن، جرج اکرلوف، رابرت انگل، روبرت مرتون، لارنس کلاین، فرانکو مودیلیانی و جوزف استیگلیتز را متأثر کرد و به آنان مشاوره داد.
رابرت سولو برنده نوبل و همکار ساموئلسون در ام.آی. تی اظهار می‌دارد که وقتی اقتصاددانان «با برگه‌ای از کاغذ برای محاسبه و تحلیل چیزی نوشته اند، باید اذعان کرد هیج کس در گردآوری ابزارهای مورد استفاده و ایده‌های به‌کاررفتهٔ ایشان مهم‌تر از پل ساموئلسون نبوده‌است.»
پل کروگمن، بهترین و درخشان‌ترین دانشجو و ستایشگرش نوشته‌است: «بیان همه عظمت ساموئلسون دشوار است. بیشتر اقتصاددانان واله آن‌اند که بتوانند حتی برای یک مرتبه مقاله‌ای بدعت‌گذار بنویسند که از اساس شیوه تفکر مردم را دربارهٔ برخی موضوعات تغییر دهد. ساموئلسون چندین مرتبه نوشت: از تجارت بین‌الملل تا فایننس تا تئوری رشد تا سفته‌بازی تا رفاه، تقریباً همه چیز، پایه بسیاری از چیزهایی که ما می‌دانیم یک مقاله کلیدی از ساموئلسون است که برنامه کاری نسلی از دانش‌پژوهان را تنظیم کرده‌است.»
پل ساموئلسون به خزانه‌داری، هیئت مدیره فدرال رزرو، دایره بودجه و شورای مشاوران اقتصادی ریاست جمهوری مشاوره می‌داد. از ساموئلسون خواسته شد تا رئیس شورای مشاوران اقتصادی کندی، جانسون و جیمی کارتر باشد. او نپذیرفت، و در اصل، هیج منصب دولتی را بدست نگرفت زیرا همچنان که خودش اظهار می‌داشت، نمی‌خواست خود را در موقعیتی قرار دهد که نتواند آنچه را که باور دارد را بگوید و بنویسد.

## زندگی

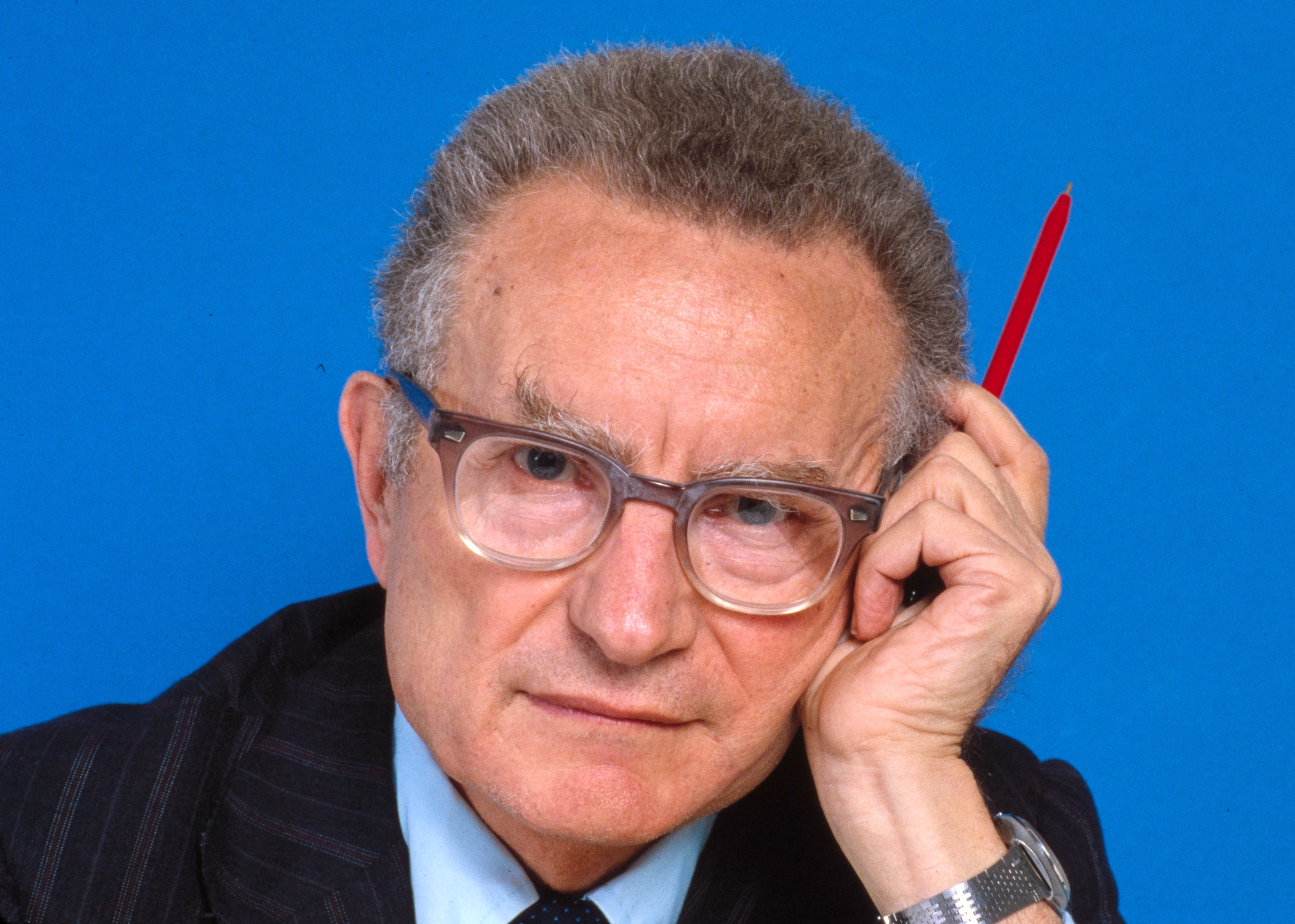
پل ساموئلسون

ساموئلسون در گری، ایندیانا، در ۱۵ مه ۱۹۱۵، در خانواده فرانک ساموئلسون، داروساز، و الا لیپتون به دنیا آمد. او بعداً گفت که خانواده او «متشکل از مهاجران یهودی بازآمده از لهستان بودند که در جنگ جهانی اول به طور قابل توجهی پیشرفت کرده بود، زیرا گری زمانی که خانواده من به آنجا رفتند، یک شهر فولاد کاملاً جدید بود».